# Tami Groenendijk
Tami Groenendijk (Woerden, 31 december 2000) is een voetbalspeelster uit Nederland. Ze speelt als middenvelder voor FC Utrecht.

## Carrière
Groenendijk speelde in haar jeugdjaren voor amateurverenigingen Sportlust '46, VEP en SV Saestum. Daarna studeerde en voetbalde ze een periode in de Verenigde Staten aan het Tyler Junior College. Na hier te zijn afgesturdeerd, keert ze terug bij SV Saestum. In 2023 tekent ze een contract bij FC Utrecht dat haar rentree maakt in de Vrouwen Eredivisie in het seizoen 2023/24. Tegelijkertijd maakten ploeggenoten Amber Visscher en Anniek Smulders dezelfde overstap naar FC Utrecht.
Op 10 september 2023 maakte Groenendijk haar debuut voor FC Utrecht in een thuiswedstrijd tegen Feyenoord door in de basis te starten. In de volgende wedstrijd tegen PEC Zwolle op 15 september 2023 maakte Groenendijk haar eerste doelpunt in de Vrouwen Eredivisie.
Groenendijk verlengde haar contract op 5 juni 2024 bij FC Utrecht met een jaar.

## Statistieken
| Seizoen | Club       | Competitie | Competitie | Competitie | Beker | Beker | Overig | Overig | Totaal | Totaal |
| Seizoen | Club       | Competitie | Wed.       | Dlp.       | Wed.  | Dlp.  | Wed.   | Dlp.   | Wed.   | Dlp.   |
| ------- | ---------- | ---------- | ---------- | ---------- | ----- | ----- | ------ | ------ | ------ | ------ |
| 2023/24 | FC Utrecht | Eredivisie | 19         | 4          | 2     | 0     | 0      | 0      | 21     | 4      |
| Totaal  | Totaal     | Totaal     | 19         | 4          | 2     | 0     | 0      | 0      | 21     | 4      |

Bijgewerkt t/m 5 juni 2024.